# Happening Here/teens
「Happening Here / teens」（ハプニング・ヒア／ティーンズ）は、trfの12枚目のシングル。1995年12月11日にavex traxより発売された。

## 解説
アルバム『BRAND NEW TOMORROW』と同日に発売された両A面シングル。アルバムリリース2週間前に小室から「どうしてもこの曲をシングル・カットしたい。アルバム発売後でもいい」と申し出があり、レコード会社としての体裁を保つため松浦勝人は即座に小室の発言を通し、早期に発売できるよう奔走した。
2006年11月29日に廉価版としてマキシシングルで再発売された。
両曲は後に、2006年と2011年に浜崎あゆみがそれぞれカバーしている。順番では、先に「teens」が、 TRFの9thアルバム『Lif-e-Motions』Disc 2のトリビュート・アルバムに「teens -meets AYUMI HAMASAKI-」として収録され、後に浜崎が同年リリースした39thシングル「Startin'/Born To Be...」にて「Acoustic Version」としてカバーした。2011年には「Happening Here」を12月21日に配信限定シングルとして発売した（後述）。

## 楽曲解説
Happening Here
TRFで椅子を使った初めてのダンス。ライブバージョンでは、イントロにサビのコーラスが流れる。CDとコンサートでは前奏時間が異なっておりさらに2メロの間に前奏が挿入されている。同時発売のアルバムにはDJ KOOのラップを追加したバージョンで収録されている。
teens
森永チョコレート「ジョイム」「チョコブロッキー」CMソングに起用された。当楽曲は、元々ボーカルのYU-KIのソロデビューの楽曲として考えられていたものだが、諸般の事情によりTRFとしての発表となった。CMで流れた所が小室が作曲した部分であり、その他のパートは全て久保こーじが作曲した。ロサンゼルスのエンジニアからは共作とは思われず「小室1人で作った」と思い込み、褒めた部分が久保が担当したパートであった。

## 収録曲
| #         | タイトル                          | 作詞                   | 作曲・編曲           | 時間  |
| --------- | --------------------------------- | ---------------------- | -------------------- | ----- |
| 1.        | 「Happening Here (More dAnce)」   | 小室哲哉・前田たかひろ | 小室哲哉             | 4:28  |
| 2.        | 「teens」                         | 前田たかひろ           | 小室哲哉・久保こーじ | 5:27  |
| 3.        | 「Happening Here (Instrumental)」 |                        |                      | 4:26  |
| 4.        | 「teens (Instrumental)」          |                        |                      | 5:30  |
| 合計時間: | 合計時間:                         | 合計時間:              | 合計時間:            | 19:51 |

## 収録アルバム
Happening Here
- 『BRAND NEW TOMORROW』
※記載されていないが、間奏にDJ KOOのラップを追加して収録。
- 『WORKS -THE BEST OF TRF-』
※上述のアルバムバージョンで収録。
- 『TRF 20TH Anniversary COMPLETE SINGLE BEST』

teens
- 『BRAND NEW TOMORROW』
- 『WORKS -THE BEST OF TRF-』

## 浜崎あゆみのカバー
「Happening Here」（ハプニング・ヒア）は、浜崎あゆみの配信限定シングル。

### 解説 (浜崎あゆみ)
配信限定シングルとしては2007年の「Together When...」より、約4年振りとなり、シングルとしては、2010年の「L」以来、約1年1ヶ月ぶりとなる。
本作は元々開催予定であったツアー『ayumi hamasaki ARENA TOUR 2011 A ～HOTEL Love songs〜』のテーマソングとして製作され、後に開催された『ayumi hamasaki COUNTDOWN LIVE 2011-2012 A 〜HOTEL Love songs〜』とコンサートツアー『ayumi hamasaki ARENA TOUR 2012 A 〜HOTEL Love songs〜』の開催に合わせて配信される形となったのだと言う。
後に翌2012年8月8日にベスト・アルバム『A SUMMER BEST』にて初CD化された。

### 収録曲 (浜崎あゆみ)
| 全作詞: 小室哲哉・前田たかひろ、全作曲: 小室哲哉、全編曲: CMJK。 |                    |                          |            |      |
| #                                                                | タイトル           | 作詞                     | 作曲・編曲 | 時間 |
| 1.                                                               | 「Happening Here」 | 小室哲哉 ・ 前田たかひろ | 小室哲哉   | 4:39 |

### 収録アルバム (浜崎あゆみ)
- 『A SUMMER BEST』

### 収録ライブ映像 (浜崎あゆみ)
- 『ayumi hamasaki COUNTDOWN LIVE 2011-2012 A 〜HOTEL Love songs〜』(Party Queen)
- 『ayumi hamasaki ARENA TOUR 2012 A 〜HOTEL Love songs〜』
  - 『ayumi hamasaki BEST LIVE BOX A』(A SUMMER BEST (Disc.N) TRACK LIST LIVE)
- 『ayumi hamasaki COUNTDOWN LIVE 2019-2020 〜Promised Land〜 A』